# Antsla község (1999)
Antsla község közigazgatási egység volt Võrumaa megye nyugati részén, a megye legnagyobb kiterjedésű községe. A községet Merike Pratz polgármester vezeti. A község területén található a Karula Nemzeti Park. Több tó is van a községben, melyek közt a legnagyobbak a Pormeistri-tó, a Sibula-tó illetve az Alakonnu-tó. A község lakossága 2016. január elsején 3325 fő volt, amely 270,79 km²-es területét tekintve 12,3 fő/km² népsűrűséget jelent.

## Közigazgatási beosztás

### Városi rangú települések
- Antsla, a község központja és egyben legnagyobb lélekszámú települése
- Kobela
- Vana-Antsla

### Falvak
Antsla község területéhez 24 falu tartozik: Anne, Antsu, Haabsaare, Jõepera, Kaika, Kikkaoja, Kollino, Kraavi, Litsmetsa, Luhametsa, Lusti, Madise, Mähkli, Oe, Piisi, Rimmi, Roosiku, Savilöövi, Soome, Säre, Taberlaane, Tsooru, Viirapalu, valamint Ähijärve.

## Fordítás
Ez a szócikk részben vagy egészben  az   Antsla vald című észt Wikipédia-szócikk ezen változatának fordításán alapul.  Az eredeti cikk szerkesztőit annak laptörténete sorolja fel. Ez a jelzés csupán a megfogalmazás eredetét és a szerzői jogokat jelzi, nem szolgál a cikkben szereplő információk forrásmegjelöléseként.